# Ablita adin
Ablita adin là một loài bướm đêm trong họ Noctuidae.